# 博爾 (尼代省)

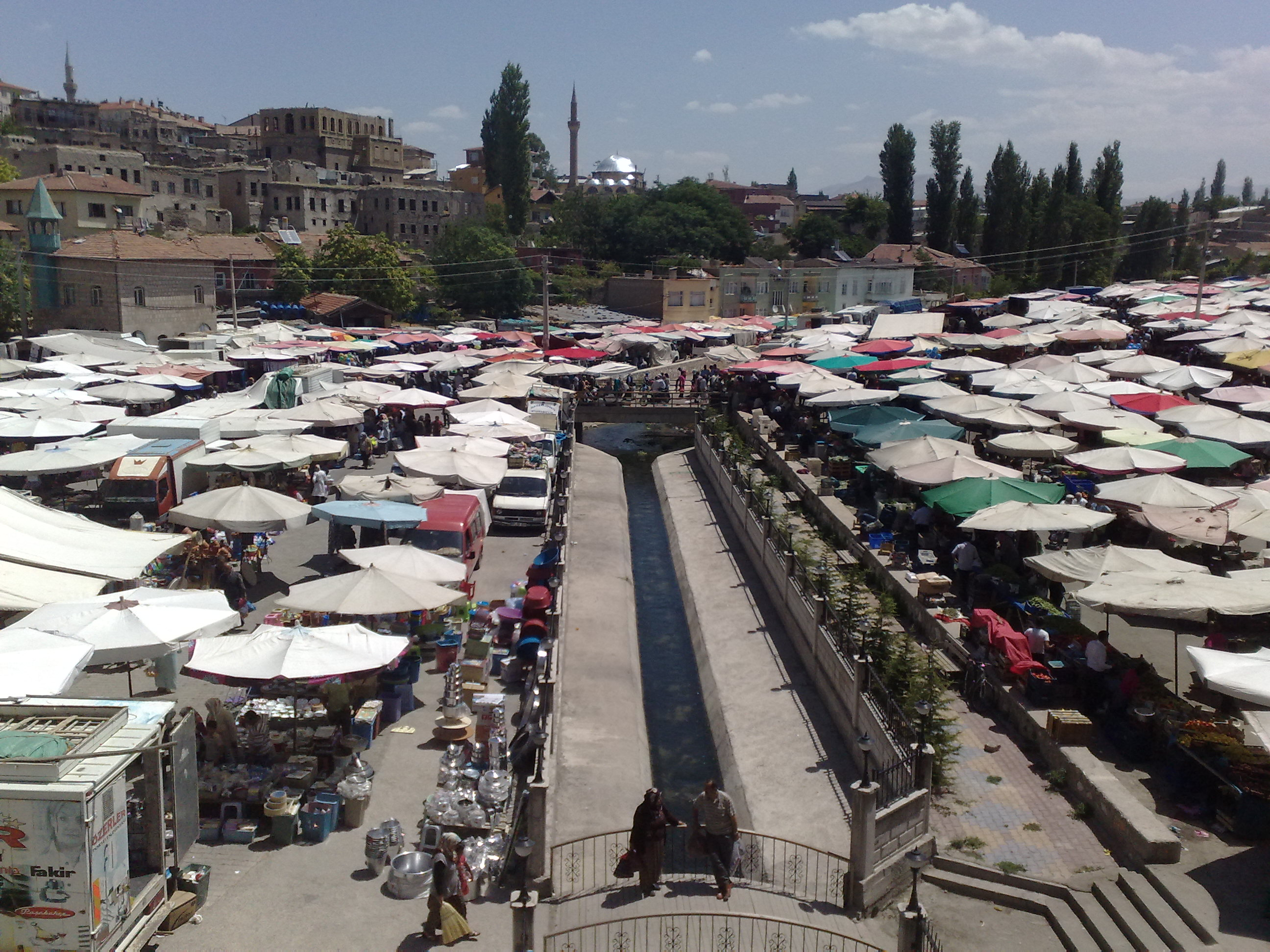
博爾

博爾是土耳其的城鎮，由尼代省負責管轄，位於該國南部，距離首府尼代14公里，面積1,269平方公里，海拔高度1,100米，主要經濟活動有畜牧業和皮革業，2010年人口38,320。

## 外部連結
- District governor's official website （页面存档备份，存于） （土耳其文）
- District municipality's official website （页面存档备份，存于） （土耳其文）
- A web portal of Niğde（页面存档备份，存于） （土耳其文）
- Yesilbor.com（页面存档备份，存于） （土耳其文）

37°53′N 34°33′E / 37.883°N 34.550°E